# Кустовський Всеволод Петрович
Кустовський Всеволод Петрович (1891 — †?) — підполковник Дієвої Армії УНР.

## Біографія
Останнє звання у російській армії — капітан.
З 9 лютого 1918 року — помічник командира 2-го Запорізького куреня (з 15 березня 1918 року — полку) Армії УНР. У грудні 1919 року — серед українських вояків, інтернованих польською владою у Луцьку.
У травні 1920 року — командир 16-го запасного куреня 6-ї запасної бригади Армії УНР.
З 13 вересня 1920 року — приділений до штабу 1-ї Кулеметної дивізії Армії УНР.
28 лютого 1922 року був переведений з 5-ї Херсонської дивізії до 1-ї Запорізької стрілецької дивізії Армії УНР.
Перебуваючи у таборі Стшалково активно долучався до роботи таборового спортивного гуртка в якості судді поєдинків борців. При цьому послуговувався "самою поганою російською мовою, навіть не мовою, а якимсь Одеським жаргоном", про що повідомляла "жива" газета "Промінь".
Подальша доля невідома.